# Selenia kuldjana
Selenia kuldjana är en fjärilsart som beskrevs av Eugen Wehrli. Selenia kuldjana ingår i släktet Selenia och familjen mätare. Inga underarter finns listade.